# Andi Shuiku (reservoar i Kina, Zhejiang)
Andi Shuiku (kinesiska: 安地水库) är en reservoar i Kina. Den ligger i provinsen Zhejiang, i den östra delen av landet, omkring 150 kilometer söder om provinshuvudstaden Hangzhou. Andi Shuiku ligger 111 meter över havet. Arean är 1,1 kvadratkilometer. I omgivningarna runt Andi Shuiku växer i huvudsak blandskog. Den sträcker sig 2,3 kilometer i nord-sydlig riktning, och 2,2 kilometer i öst-västlig riktning.
Genomsnittlig årsnederbörd är 2 256 millimeter. Den regnigaste månaden är juni, med i genomsnitt 468 mm nederbörd, och den torraste är oktober, med 60 mm nederbörd.